# Ryan Cochrane
Ryan Cochrane (ur. 29 października 1988 w Victorii) – kanadyjski pływak specjalizujący się w stylu dowolnym, srebrny i brązowy medalista olimpijski, ośmiokrotny medalista mistrzostw świata.

## Kariera pływacka
Do największych sukcesów Cochrane’a zalicza się zdobycie dwóch medali igrzysk olimpijskich. Pierwszy, brązowy medal, wywalczył w 2008 roku w Pekinie na dystansie 1500 m stylem dowolnym. Cztery lata później, w Londynie, zdobył srebrny medal w tej samej konkurencji ustanawiając nowy rekord Ameryki z czasem 14:39,63.
Na mistrzostwach świata pierwsze medale Cochrane wygrał w 2009 roku w Rzymie, srebrny na 1500 m stylem dowolnym oraz brązowy w konkurencji 800 m stylem dowolnym. Na kolejnych mistrzostwach, w 2011 roku w Szanghaju, Kanadyjczyk zdobył dwa srebrne medale na 800 i 1500 m stylem dowolnym. Dwa lata później w Barcelonie zajął drugie miejsce na dystansie 1500 m stylem dowolnym i trzecie miejsce w konkurencji 800 m stylem dowolnym. W 2015 roku na mistrzostwach świata zdobył dwa brązowe medale, na dystansie 400 i 1500 m stylem dowolnym. W konkurencji 800 m stylem dowolnym nie awansował do finału i zajął ostatecznie dziesiąte miejsce.
W latach 2008–2015 był wybierany najlepszym pływakiem w Kanadzie.
W marcu 2017 roku ogłosił zakończenie kariery sportowej.